# Vatica cauliflora
Espèce
Classification phylogénétique
Statut de conservation UICN

 CR A1cd, C2a : 
En danger critique
 Vatica cauliflora est une espèce de Dipterocarpaceae. C'est un grand arbre sempervirent endémique de Bornéo.

## Répartition
Forêts fluviales du Kalimantan.

## Préservation
Espèce en danger critique d'extinction du fait de la déforestation et l'exploitation forestière.